# 徐鵬舉
徐鵬舉，（?—1571年），别號篤軒，濠州鍾離永豐鄉（今安徽鳳陽東北）人，明朝軍事將領、魏國公。夫人夏氏，庆成伯夏儒的次女。
魏国公徐俌之孙，父徐璧奎，早卒。正德十三年十一月繼承爵位，守備南京兼中軍都督府僉事。嘉靖四年加太子太保，統領中軍都督府。嘉靖十七年四月，守備南京。隆慶五年二月去世。子徐邦瑞繼承爵位。